# The Priests
The Priests – klasyczny zespół muzyczny, w którego skład wchodzą trzej katoliccy księża pochodzący z Irlandii Północnej. O. Eugene i jego brat o. Martin O'Hagan pochodzą z wioski Claudy w hrabstwie Londonderry, obecnie mieszkają z rodziną w Derry, podczas gdy o. David Delargy pochodzi z Ballymeny w hrabstwie Antrim.

## Początki kariery
Trio zaczęło śpiewać odkąd zaczęli studiować razem w St MacNissi's College w Garron Tower (hrabstwo Antrim). Po podpisaniu kontraktu płytowego z wytwórnią Sony BMG w kwietniu 2008 roku, księża z Kościoła rzymskokatolickiego Diocese of Down & Connor nagrali swój debiutancki album. Zdjęcia miały miejsce w Irlandii Północnej oraz w Rzymie, gdzie zezwolono im nagrywać w bazylice św. Piotra.

## Członkowie
- O. Eugene O'Hagan jest administratorem parafii Ballyclare i Ballygowan z dwoma kościołami: The Church of The Sacred Heart oraz The Church of The Holy Family.
- O. Martin O'Hagan jest proboszczem w parafii Newtownards i Comber z dwoma kościołami: The Church of St. Patrick oraz The Church of Our Lady of the Visitation.
- O. David Delargy jest proboszczem w parafii Hannahstown z dwoma kościołami: The Church of St. Joseph oraz The Church of St. Peter, the Rock.

## Dyskografia

### Albumy studyjne
| Rok                                  | Dane dot. albumu                                          | Najwyższa pozycja | Najwyższa pozycja | Najwyższa pozycja | Najwyższa pozycja | Najwyższa pozycja | Najwyższa pozycja | Najwyższa pozycja | Najwyższa pozycja | Najwyższa pozycja | Najwyższa pozycja | Najwyższa pozycja | Najwyższa pozycja | Najwyższa pozycja | Najwyższa pozycja | Certyfikaty |
| Rok                                  | Dane dot. albumu                                          | IRE               | AUS               | NL                | FIN               | NZ                | NOR               | SWE               | UK                | FRA               | SPA               | SWI               | BEL (FLA)         | U.S.              | CAN               | Certyfikaty |
| ------------------------------------ | --------------------------------------------------------- | ----------------- | ----------------- | ----------------- | ----------------- | ----------------- | ----------------- | ----------------- | ----------------- | ----------------- | ----------------- | ----------------- | ----------------- | ----------------- | ----------------- | --- |
| 2008                                 | The Priests - Wydany: 14 listopada 2008 - Wytwórnia: Epic | 1                 | 6                 | 2                 | 2                 | 2                 | 1                 | 3                 | 5                 | 10                | 7                 | 48                | 7                 | 66                | 18                | - IRE: platynowa płyta - UK: Platyna - SWE: platynowa płyta - NOR: platynowa płyta - CAN: złota płyta - NZ: złota płyta - POL: złota płyta |
| 2009                                 | Harmony - Wydany: 23 listopada 2009 - Wytwórnia: Epic/RCA | 7                 | 35                | 58                | 22                | 3                 | —                 | 1                 | 18                | 98                | 57                | —                 | 17                | —                 | —                 | - IRE: platynowa płyta - UK: złota płyta                                                                                                   |
| 2016                                 | Alleluia - Wydany: 7 października 2016 - Wytwórnia: SWM7  | —                 | —                 | —                 | —                 | —                 | —                 | —                 | —                 | —                 | —                 | —                 | —                 | —                 | —                 | |
| "—" oznacza, że album nie startował. |                                                           |                   |                   |                   |                   |                   |                   |                   |                   |                   |                   |                   |                   |                   |                   | |

### Albumy świąteczne
| Rok  | Tytuł                                                                    | Pozycja w rankingu | Pozycja w rankingu | Pozycja w rankingu | Pozycja w rankingu | Pozycja w rankingu | Pozycja w rankingu | Pozycja w rankingu | Pozycja w rankingu |
| Rok  | Tytuł                                                                    | IRE                | NL                 | FIN                | NZ                 | SWE                | UK                 | FRA                | BEL (FLA)          |
| ---- | ------------------------------------------------------------------------ | ------------------ | ------------------ | ------------------ | ------------------ | ------------------ | ------------------ | ------------------ | ------------------ |
| 2010 | Noël - Album świąteczny - Wydany: 2 listopada 2010 - Wytwórnia: Epic/RCA | 9                  | 68                 | 46                 | 16                 | 23                 | 37                 | 171                | 47                 |

### Cappella Caeciliana
The Priests są także członkami chóru Cappella Caeciliana, z którym nagrali trzy albumy:
- 2001 – Cantate Domino – Music of Celebration from Cappella Caeciliana
- 2005 – Sing for the Morning's Joy
- 2008 – O Quam Gloriosum
- 2014 – Reflecting Light